# Chanum Coronae
Chanum Coronae est une corona, formation géologique en forme de couronne, située sur la planète Vénus par -29,2° S et 245,5° E. Elle est localisée dans le quadrangle d'Helen Planitia. Elle a été nommée en référence à Chanume, déesse créatrice Kachin (peuple tibétain de Birmanie / Myanmar). 

## Géographie et géologie
Chanum Coronae couvre une surface circulaire d'environ 330 km de diamètre. 